# Пантелімон-де-Жос
Пантелімон-де-Жос (рум. Pantelimon de Jos) — село у повіті Констанца в Румунії. Входить до складу комуни Пантелімон.
Село розташоване на відстані 182 км на схід від Бухареста, 48 км на північний захід від Констанци, 98 км на південь від Галаца.

## Населення
За даними перепису населення 2002 року у селі проживала 281 особа, усі — румуни. Усі жителі села рідною мовою назвали румунську.